# Polnische Badmintonmeisterschaft 1981
Die Polnische Badmintonmeisterschaft 1981 fand vom 3. bis zum 5. Mai 1981 in Wrocław statt. Es war die 17. Austragung der Titelkämpfe.

## Medaillengewinner
| Disziplin    | Gold                                                                      | Silber                                                                    | Bronze |
| ------------ | ------------------------------------------------------------------------- | ------------------------------------------------------------------------- | --- |
| Herreneinzel | Brunon Rduch (Unia Bieruń Stary)                                          | Janusz Labisko (Bolesław Bukowno)                                         | Stanisław Rosko (Technik Głubczyce) Jerzy Gwóźdź (Unia Bieruń Stary)                                                                            |
| Dameneinzel  | Bożena Wojtkowska (Technik Głubczyce)                                     | Elżbieta Utecht (AZS AWF Wrocław)                                         | Ewa Rusznica (Technik Głubczyce) Maria Bahryj (Technik Głubczyce)                                                                               |
| Herrendoppel | Brunon Rduch (Unia Bieruń Stary) Norbert Węgrzyn (Unia Bieruń Stary)      | Janusz Labisko (Bolesław Bukowno) Zygmunt Skrzypczyński (AZS AWF Wrocław) | Kazimierz Ciuryś (Technik Głubczyce) Stanisław Rosko (Technik Głubczyce) Krzysztof Bruchwalski (Start Gdynia) Jerzy Dołhan (Technik Głubczyce)  |
| Damendoppel  | Bożena Wojtkowska (Technik Głubczyce) Zofia Żółtańska (Technik Głubczyce) | Maria Bahryj (Technik Głubczyce) Ewa Rusznica (Technik Głubczyce)         | Wanda Czamańska (AZS AWF Wrocław) Iwona Nabiałek (Unia Bieruń Stary) Ewa Krawczyk (AZS AWF Wrocław) Elżbieta Utecht (AZS AWF Wrocław)           |
| Mixed        | Jerzy Dołhan (Technik Głubczyce) Ewa Rusznica (Technik Głubczyce)         | Brunon Rduch (Unia Bieruń Stary) Iwona Nabiałek (Unia Bieruń Stary)       | Kazimierz Ciuryś (Technik Głubczyce) Bożena Wojtkowska (Technik Głubczyce) Stanisław Rosko (Technik Głubczyce) Maria Bahryj (Technik Głubczyce) |